# The KLF
The KLF (skrót of Kopyright Liberation Front; znany również pod nazwą The Justified Ancients of Mu Mu, The JAMs lub The Timelords) – brytyjski zespół muzyczny założony w Londynie w 1987 roku. W skład zespołu wchodzi dwóch muzyków – autor tekstów i wokalista Bill Drummond oraz gitarzysta i keybordzista Jimmy Cauty. Zespół jest uznawany przez krytyków muzycznych za pioniera stylów muzycznych acid house i ambient trance.
The KLF, nagrywając dla własnej wytwórni KLF Communication, wydał serię międzynarodowych hitów, które w latach 1990–1991 stały się przebojami w Europie i Ameryce Północnej. W czołówkach list przebojów uplasowały się m.in. utwory: „What Time Is Love?”, który w sierpniu 1990 roku dotarł do pozycji 5. UK Singles Chart, czy też „3 A.M. Eternal”, który w styczniu następnego roku pojawił się na 1. miejscu brytyjskiego zestawienia.

## Historia
Muzycy od samego początku istnienia zespołu przyjęli filozofię opisaną w powieści Roberta Shei i Roberta Antona Wilsona pt. Trylogia Illuminatus!, zdobywając rozgłos poprzez wykonywanie różnorakich aktów anarchistycznych, takich jak usuwanie reklam billboardowych, zamieszczanie kryptograficznych reklam w magazynie „NME”, a także nietypowe występy w Top of the Pops. Najsłynniejszym z nich była współpraca z Extreme Noise Terror (wraz z Markiem Greenawayem z Napalm Death) w lutym 1992 roku, kiedy to podczas występu Brit Awards strzelali ślepą amunicją z pistoletu maszynowego, natomiast w trakcie imprezy po występie wyrzucili martwe owce (wcześniej ich krew mieli zamiar rozlać na widownię, lecz zostali powstrzymani).
Niedługo później zespół porzucił działalność muzyczną, dając jedynie kilka jednorazowych występów. W 1993 roku muzycy założyli fundację pod nazwą „K Foundation”, którą promowali w kolejnych latach poprzez szereg projektów artystycznych i kampanii medialnych, a także ustanowili nagrodę „K Foundation art” dla najgorszego artysty roku. Dochody z fundacji przeznaczali na różne cele, koncentrując się głównie na Nagrodzie Turnera.
W 1995 roku, nie mając pomysłu na wykorzystanie swoich pieniędzy, spalili banknoty łącznej wartości 1 miliona funtów brytyjskich, nagrywając całe wydarzenie kamerą i tłumacząc to jako formę ekspresji. Po latach Drummond stwierdził, że żałuje tej decyzji, jednak zaznaczył, że w samym akcie nie chodziło o zniszczenie banknotów, lecz o oglądanie ich palenia.

## Dyskografia
- 1987: 1987 (What the Fuck Is Going On?) (The Sound of Mu(sic))
- 1988: Who Killed The JAMs? (KLF Communications)
- 1988: Shag Times (KLF Communications)
- 1989: The „What Time Is Love?” Story (KLF Communications)
- 1990: Chill Out (KLF Communications)
- 1990: Space (KLF Communications)
- 1991: The White Room (KLF Communications)
- 1997: Waiting For The Rights Of Mu (Echo Beach)